# Listă de filme științifico-fantastice din anii 1940
Aceasta este o listă de filme științifico-fantastice produse în anii 1940. Aceste filme includ elementele principale de științifico-fantastic și sunt distribuite pe scară largă, având recenzii renumite de critică.

| 1940 • 1941 • 1942 • 1943 • 1944 • 1945 • 1946 • 1947 • 1948 • 1949 |                                                           |                                                                     |                                                       |                |
| 1940                                                                |                                                           |                                                                     |                                                       |                |
| Titlu                                                               | Regizor                                                   | Distribuție                                                         | Țara                                                  | Sub-Gen /Note  |
| The Ape                                                             | William Nigh                                              | Boris Karloff, Maris Wrixon, Gene O'Donnell                         | Statele Unite ale Americii                            |                |
| Before I Hang                                                       | Nick Grinde                                               | Boris Karloff, Evelyn Keyes, Bruce Bennett                          | Statele Unite ale Americii                            |                |
| Black Friday                                                        | Arthur Lubin                                              | Boris Karloff, Bela Lugosi, Stanley Ridges,                         | Statele Unite ale Americii                            |                |
| The Devil Bat                                                       | Jean Yarborough                                           | Bela Lugosi                                                         | United States                                         |                |
| Dr. Cyclops                                                         | Ernest B. Schoedsack                                      | Albert Dekker, Janice Logan, Thomas Coley                           | Statele Unite ale Americii                            |                |
| Flash Gordon Conquers the Universe                                  | Ford I. Beebe, Ray Taylor                                 | Harry C. Bradley, Larry "Buster" Crabbe, Shirley Deane              | Statele Unite ale Americii                            | Serial film    |
| The Invisible Man Returns                                           | Joe May                                                   | Cedric Hardwicke, Vincent Price, Nan Grey, John Sutton              | Statele Unite ale Americii                            |                |
| The Invisible Woman                                                 | Edward Sutherland                                         | Virginia Bruce, John Barrymore, John Howard, Charlie Ruggles        | Statele Unite ale Americii                            |                |
| Mysterious Doctor Satan                                             | Jon English, William Witney                               | Edwin Stanley, C. Montague Shaw                                     | Statele Unite ale Americii                            | Serial film    |
| Son of Ingagi                                                       | Richard Kahn                                              | Zack Williams, Laura Bowman, Spencer Williams                       | Statele Unite ale Americii                            |                |
| 1941                                                                |                                                           |                                                                     |                                                       |                |
| Titlu                                                               | Regizor                                                   | Distribuție                                                         | Țara                                                  | Sub-Gen /Note  |
| Man Made Monster                                                    | George Waggner                                            | Lionel Atwill, Lon Chaney, Jr., Anne Nagel, Frank Albertson         | Statele Unite ale Americii                            |                |
| Monster and the Girl                                                | Stuart Heisler                                            | Ellen Drew, Robert Paige, Paul Lukas                                | Statele Unite ale Americii                            |                |
| Weltraumschiff 1 startet ... (i.e. Spaceship I takes off)           | Anton Kutter                                              | Carl Wery, Fritz Reiff, Rolf Wernicke                               | Germania nazistă                                      |                |
| 1942                                                                |                                                           |                                                                     |                                                       |                |
| Titlu                                                               | Regizor                                                   | Distribuție                                                         | Țara                                                  | Sub-Gen /Note  |
| Bowery at Midnight                                                  | Wallace W. Fox                                            | Bela Lugosi, John Archer                                            | Statele Unite ale Americii                            |                |
| The Corpse Vanishes                                                 | Wallace W. Fox                                            | Bela Lugosi, Luana Walters, Tristram Coffin, Elizabeth Russell      | Statele Unite ale Americii                            |                |
| Dr. Renault's Secret                                                | Harry Lachman                                             | J. Carrol Naish, John Shepperd, Lynne Roberts                       | Statele Unite ale Americii                            |                |
| Invisible Agent                                                     | Edwin L. Marin                                            | Ilona Massey, Jon Hall, Peter Lorre, Cedric Hardwicke               | Statele Unite ale Americii                            |                |
| 1943                                                                |                                                           |                                                                     |                                                       |                |
| Titlu                                                               | Regizor                                                   | Distribuție                                                         | Țara                                                  | Sub-Gen /Note  |
| The Ape Man                                                         | William Beaudine                                          | Bela Lugosi, Wallace Ford, Louise Currie                            | Statele Unite ale Americii                            |                |
| The Mad Ghoul                                                       | James Hogan                                               | David Bruce, Evelyn Ankers, George Zucco                            | Statele Unite ale Americii                            |                |
| 1944                                                                |                                                           |                                                                     |                                                       |                |
| Titlu                                                               | Regizor                                                   | Distribuție                                                         | Țara                                                  | Sub-Gen /Note  |
| The Invisible Man's Revenge                                         | Ford Beebe                                                | Jon Hall, John Carradine                                            | Statele Unite ale Americii                            |                |
| The Lady and the Monster                                            | George Sherman                                            | Vera Ralston, Richard Arlen, Mary Nash, Sidney Blackmer             | Statele Unite ale Americii                            |                |
| The Monster Maker                                                   | Sam Newfield                                              | J. Carrol Naish, Ralph Morgan, Tala Birell                          | Statele Unite ale Americii                            |                |
| 1945                                                                |                                                           |                                                                     |                                                       |                |
| Titlu                                                               | Regizor                                                   | Distribuție                                                         | Țara                                                  | Sub-Gen /Note  |
| Manhunt of Mystery Island                                           | Spencer Gordon Bennet, Yakima Canutt, Wallace A. Grissell | Linda Stirling, Harry Strang, Tom Steele                            | Statele Unite ale Americii                            | Serial film    |
| The Man in Half Moon Street                                         | Ralph Murphy                                              | Nils Asther, Helen Walker                                           | Statele Unite ale Americii                            |                |
| The Monster and the Ape                                             | Howard Bretherton                                         | Robert Lowery, Ralph Morgan, George Macready                        | Statele Unite ale Americii                            | serie de filme |
| The Purple Monster Strikes                                          | Spencer Gordon Bennet, Fred C. Brannon                    | Linda Stirling, Ken Terrell, Mary Moore                             | Statele Unite ale Americii                            | serie de filme |
| Strange Holiday                                                     | Arch Oboler                                               | Griff Barnett, Claude Rains, Barbara Bates, Tommy Cook, Paul Hilton | Statele Unite ale Americii                            | [ 1 ] [ 2 ]    |
| 1946                                                                |                                                           |                                                                     |                                                       |                |
| Titlu                                                               | Regizor                                                   | Distribuție                                                         | Țara                                                  | Sub-Gen /Note  |
| The Crimson Ghost                                                   | Fred C. Brannon, William Witney                           | Forrest Taylor, Dale Van Sickel, Linda Stirling, Charles Quigley    | Statele Unite ale Americii                            | Serial film    |
| The Flying Serpent                                                  | Sam Newfield                                              | George Zucco, Ralph Lewis, Hope Kramer                              | Statele Unite ale Americii                            | Mad scientist  |
| The Mysterious Mr. M                                                | Lewis D. Collins, Vernon Keays                            | Richard Martin, Pamela Blake, Dennis Moore                          | Statele Unite ale Americii                            | Serial film    |
| 1947                                                                |                                                           |                                                                     |                                                       |                |
| Titlu                                                               | Regizor                                                   | Distribuție                                                         | Țara                                                  | Sub-Gen /Note  |
| The Black Widow                                                     | Spencer Gordon Bennet, Fred C. Brannon                    | Bruce Edwards, Virginia Lee, Carol Forman, Anthony Warde            | Statele Unite ale Americii                            |                |
| Brick Bradford                                                      | Spencer Gordon Bennet, Thomas Carr                        | Kane Richmond, Rick Vallin                                          | Statele Unite ale Americii                            | Serie de filme |
| Jack Armstrong                                                      | Wallace Fox                                               | John Hart, Pierre Watkin                                            | Statele Unite ale Americii                            | Serie de filme |
| 1948                                                                |                                                           |                                                                     |                                                       |                |
| Titlu                                                               | Regizor                                                   | Distribuție                                                         | Țara                                                  | Sub-Gen /Note  |
| Counterblast                                                        | Paul L. Stein                                             | Mervyn Johns, Robert Beatty, Nova Pilbeam                           | Regatul Unit al Marii Britanii și al Irlandei de Nord | [ 3 ] [ 4 ]    |
| Krakatit                                                            | Otakar Vávra                                              | Karel Höger                                                         | Cehoslovacia                                          |                |
| Superman                                                            | Spencer Gordon Bennet, Thomas Carr                        | Kirk Alyn, Noel Neill                                               | Statele Unite ale Americii                            |                |
| Unknown Island                                                      | Jack Bernhard                                             | Virginia Grey, Richard Denning, Barton MacLane                      | Statele Unite ale Americii                            | [ 5 ]          |
| 1949                                                                |                                                           |                                                                     |                                                       |                |
| Titlu                                                               | Regizor                                                   | Distribuție                                                         | Țara                                                  | Sub-Gen /Note  |
| Bruce Gentry                                                        | Spencer Gordon Bennet, Thomas Carr                        | Tom Neal                                                            | Statele Unite ale Americii                            | Serie de filme |
| King of the Rocket Men                                              | Fred C. Brannon                                           | Tristram Coffin, Mae Clarke                                         | Statele Unite ale Americii                            |                |
| Mighty Joe Young                                                    | Ernest B. Schoedsack                                      | Terry Moore, Ben Johnson, Robert Armstrong                          | Statele Unite ale Americii                            |                |
| The Perfect Woman                                                   | Bernard Knowles                                           | Patricia Roc, Stanley Holloway, Nigel Patrick                       | Regatul Unit al Marii Britanii și al Irlandei de Nord | [ 6 ]          |